# Synthecium singulare
Synthecium singulare är en nässeldjursart som beskrevs av Chantal Billard 1925. Synthecium singulare ingår i släktet Synthecium och familjen Syntheciidae. Inga underarter finns listade i Catalogue of Life.